# Primary Motive
Primary Motive je americký filmový thriller režiséra Daniela Adamse z roku 1992 natočený podle scénáře, který napsal Adams spolu s Williamem Snowdenem. Hlavní roli politického tajemníka Andrewa Blumenthala ve filmu hraje Judd Nelson; ten se snaží jít v otcových (Richard Jordan) stopách. Hudbu k filmu složil velšský hudebník a hudební skladatel John Cale.

## Obsazení
| Judd Nelson          | Andrew Blumenthal             |
| Richard Jordan       | Chris Poulas                  |
| Sally Kirkland       | Helen Poulas                  |
| Justine Bateman      | Darcy Link                    |
| John Savage          | Wallace Roberts               |
| Frank Converse       | John Eastham                  |
| Joe Grifasi          | Paul Melton                   |
| Larry „Ratso“ Sloman | Charlie Phelps                |
| Malachi Throne       | Ken Blumenthal                |
| John Bedford Lloyd   | Pat O'Hara                    |
| Daniel Adams         | rybář                         |
| Tatyana Yassukovich  | recepční                      |
| Maggie Wagner        | Betty Sullivan                |
| Bill Siegel          | předseda republikánské strany |